# NEC Tour 2010
Il NEC Tour 2010 sono una serie di tornei di tennis per giocatori diversamente abili gestita dall'ITF.

## Gennaio
| Settimana | Torneo                                    | Categoria         | Superficie      | Città                        | Nazione   | Vincitore Singolo | Vincitori Doppio                |
| --------- | ----------------------------------------- | ----------------- | --------------- | ---------------------------- | --------- | ----------------- | ------------------------------- |
| 7 - 10    | Queensland Open 2010                      | ITF 3 Series      | Cemento Outdoor | Caloundra                    | Australia | Marc McCarroll    | Marc McCarroll Gordon Reid      |
| 12 - 15   | WTC City of Adelaide Wheelchair Open 2010 | ITF 3 Series      | Cemento Outdoor | Adelaide                     | Australia | Travis Moffat     | Marc McCarroll Gordon Reid      |
| 27 - 30   | Australian Open 2010                      | ITF Grand Slam    | Cemento Outdoor | Melbourne                    | Australia | Shingo Kunieda    | Stephane Houdet Shingo Kunieda  |
| 28 - 31   | Melbourne Open 2010                       | ITF 3 Series      | Cemento Outdoor | Melbourne                    | Australia | Ronald Vink       | Marc McCarroll David Phillipson |
| 29 - 31   | Cruyff Foundation Junior Master 2010      | ITF Junior Series | Cemento Indoor  | Informazione non disponibile | Francia   | Gustavo Fernández | Daniel Caverzaschi Tom Egbernik |

## Febbraio
| Settimana | Torneo                                | Categoria          | Superficie      | Città           | Nazione     | Vincitore Singolo | Vincitori Doppio                  |
| --------- | ------------------------------------- | ------------------ | --------------- | --------------- | ----------- | ----------------- | --------------------------------- |
| 3 - 7     | Sydney International 2010             | ITF 1 Series       | Cemento Outdoor | Sydney          | Australia   | Robin Ammerlaan   | Errol Hyde Justin Pryor           |
| 4 - 7     | Mexican Open 2010                     | ITF Futures Series | Cemento Indoor  | Puerto Vallarta | Messico     | Robinson Mendez   | Torneo non disputato              |
| 5 - 7     | Southwest Desert Classic 2010         | ITF Futures Series | Cemento Outdoor | Tucson          | Stati Uniti | Corey Blatchford  | Anthony Anderson Corey Blatchford |
| 10 - 13   | ABN AMRO World Tennis Tournament 2010 | ITF 1 Series       | Cemento Indoor  | Rotterdam       | Paesi Bassi | Stephane Houdet   | Robin Ammerlaan Stephane Houdet   |
| 18 - 21   | Miguel Zuniga Memorial Open 2010      | ITF Futures Series | Cemento Outdoor | Vicente Lopez   | Argentina   | Gustavo Fernández | Juan Aranda Mario García          |
| 26 - 28   | North West Challenge 2010             | ITF Futures Series | Cemento Indoor  | Preston         | Regno Unito | David Phillipson  | Ade Adepitan Marc McCarroll       |

## Marzo
| Settimana | Torneo                                         | Categoria          | Superficie                   | Città                        | Nazione       | Vincitore Singolo    | Vincitori Doppio                    |
| --------- | ---------------------------------------------- | ------------------ | ---------------------------- | ---------------------------- | ------------- | -------------------- | ----------------------------------- |
| 5 - 7     | New Zealand Open 2010                          | ITF 3 Series       | Cemento Outdoor              | Informazione non disponibile | Nuova Zelanda | Ben Weekes           | Yoshinobu Fujimoto Ben Weekes       |
| 11 - 14   | Taiwan Open - Lions Cup 2010                   | ITF 3 Series       | Cemento Outdoor              | Taipei                       | Cina          | Satoshi Saida        | Kook-Sung Ahn Sang-Ho Oh            |
| 11 - 14   | Biel-Bienne Indoors 2010                       | ITF 3 Series       | Cemento Indoor               | Bien                         | Svizzera      | Joachim Gerard       | Jozef Felix Peter Vikstrom          |
| 18 - 21   | Alpi Del Mare 2010                             | ITF 3 Series       | Sintetico Indoor             | Cuneo                        | Italia        | Maikel Scheffers     | Maikel Scheffers Taneli Tenhunen    |
| 18 - 21   | Barranquilla Open 2010                         | ITF 3 Series       | Informazione non disponibile | Barranquilla                 | Colombia      | Eliecer Oquendo      | Eliecer Oquendo Mauricio Vega       |
| 18 - 21   | North East Wheelchair Tennis Tournament 2010   | ITF 3 Series       | Cemento Indoor               | Sunderland                   | Regno Unito   | Dan Wallin           | Marc McCarroll David Phillipson     |
| 19 - 21   | Windsor Classic 2010                           | ITF 3 Series       | Cemento Indoor               | Ontario                      | Canada        | Yann Mathieu         | Corey Blatchford Joel Dembe         |
| 19 - 21   | Kitakyushu Open 2010                           | ITF Futures Series | Sintetico Indoor             | Kitakyūshū                   | Giappone      | Takahiro Hirate      | Takahiro Hirate Hiroyuki Takeda     |
| 24 - 28   | Open Amphion-Publier 2010                      | ITF 3 Series       | Cemento Indoor               | Amphion                      | Francia       | Frederic Cazeaudumec | Frederic Cazeaudumec David Dalmasso |
| 25 - 28   | Bavarian Indoor Open 2010                      | ITF 2 Series       | Terra Rossa Indoor           | Informazione non disponibile | Germania      | Nicolas Piefer       | Maikel Scheffers Ronald Vink        |
| 26 - 28   | Sri Lankan Open 2010                           | ITF Futures Series | Cemento Outdoor              | Colombo                      | Sri Lanka     | Upali Rajakaruna     | Dissanayaka Gamini Upali Rajakaruna |
| 26 - 28   | Puerto Rico Open 2010                          | ITF Futures Series | Cemento Outdoor              | Informazione non disponibile | Porto Rico    | Philippe Bedard      | Torneo non disputato                |
| 31 - 4    | Minas Wheelchair Tennis Open 2010              | ITF 3 Series       | Terra Rossa                  | Minas Gerias                 | Brasile       | Gustavo Fernández    | Óscar Díaz Gustavo Fernández        |
| 31 - 4    | Airport Company South African Border Open 2010 | ITF 3 Series       | Cemento Outdoor              | East London                  | Sudafrica     | David Dalmasso       | David Dalmasso Lahcen Majdi         |

## Aprile
| Settimana | Torneo                                 | Categoria          | Superficie        | Città        | Nazione     | Vincitore Singolo         | Vincitori Doppio                                      |
| --------- | -------------------------------------- | ------------------ | ----------------- | ------------ | ----------- | ------------------------- | ----------------------------------------------------- |
| 6 - 10    | Airport Company South Africa Open 2010 | ITF 2 Series       | Cemento Outdoor   | Polokwane    | Sudafrica   | non conosciuta (bandiera) | non conosciuta (bandiera) · non conosciuta (bandiera) |
| 7 - 11    | Florida Open 2010                      | Super Series       | Cemento Outdoor   | Boca Raton   | Stati Uniti | non conosciuta (bandiera) | non conosciuta (bandiera) · non conosciuta (bandiera) |
| 8 - 11    | Argentina Open 2010                    | ITF 3 Series       | Terra Rossa       | Buenos Aires | Argentina   | non conosciuta (bandiera) | non conosciuta (bandiera) · non conosciuta (bandiera) |
| 14 - 18   | Pensacola Open 2010                    | ITF 1 Series       | Cemento Outdoor   | Pensacola    | Stati Uniti | non conosciuta (bandiera) | non conosciuta (bandiera) · non conosciuta (bandiera) |
| 16 - 18   | Chilean Open 2010                      | ITF 3 Series       | Terra Rossa       | Santiago     | Cile        | non conosciuta (bandiera) | non conosciuta (bandiera) · non conosciuta (bandiera) |
| 21 - 25   | Cajun Classic 2010                     | ITF 1 Series       | Cemento Outdoor   | Baton Rouge  | Stati Uniti | non conosciuta (bandiera) | non conosciuta (bandiera) · non conosciuta (bandiera) |
| 22 - 24   | Internazionali d'Italia 2010           | ITF 3 Series       | Terra Rossa       | Roma         | Italia      | non conosciuta (bandiera) | non conosciuta (bandiera) · non conosciuta (bandiera) |
| 22 - 25   | Dunlop Kobe Open 2010                  | ITF 3 Series       | Sintetico Outdoor | Kōbe         | Giappone    | non conosciuta (bandiera) | non conosciuta (bandiera) · non conosciuta (bandiera) |
| 26 - 30   | Israel Open 2010                       | ITF 2 Series       | Cemento Outdoor   | Tel Aviv     | Israele     | non conosciuta (bandiera) | non conosciuta (bandiera) · non conosciuta (bandiera) |
| 27 - 1    | Harare Open 2010                       | ITF Futures Series | Cemento Outdoor   | Harare       | Zimbabwe    | non conosciuta (bandiera) | non conosciuta (bandiera) · non conosciuta (bandiera) |

## Maggio
| Settimana | Torneo              | Categoria          | Superficie                   | Città                        | Nazione  | Vincitore Singolo         | Vincitori Doppio                                      |
| --------- | ------------------- | ------------------ | ---------------------------- | ---------------------------- | -------- | ------------------------- | ----------------------------------------------------- |
| 12 - 14   | Turkish Open 2010   | ITF Futures Series | Terra Rossa                  | Antalya                      | Turchia  | non conosciuta (bandiera) | non conosciuta (bandiera) · non conosciuta (bandiera) |
| 12 - 16   | Japan Open 2010     | ITF Super Series   | Cemento Outdoor              | Fukuoka                      | Giappone | non conosciuta (bandiera) | non conosciuta (bandiera) · non conosciuta (bandiera) |
| 13 - 16   | Lithuania Open 2010 | ITF Futures Series | Informazioni non disponibili | Informazioni non disponibili | Lituania | non conosciuta (bandiera) | non conosciuta (bandiera) · non conosciuta (bandiera) |
| 13 - 16   | Albarella Open 2010 | ITF Futures Series | Terra Rossa                  | Albarella                    | Italia   | non conosciuta (bandiera) | non conosciuta (bandiera) · non conosciuta (bandiera) |
| 13 - 16   | Vitoria Open 2010   | ITF Futures Series | Terra Rossa                  | Vitoria                      | Brasile  | non conosciuta (bandiera) | non conosciuta (bandiera) · non conosciuta (bandiera) |

## Statistiche

### Vittorie tornei per Nazione
| Vittorie Totali | Nazione       | Vittorie Singolo | Vittorie Doppio |
| --------------- | ------------- | ---------------- | --------------- |
| 8               | Francia       | 4                | 4               |
| 8               | Paesi Bassi   | 3                | 5               |
| 7               | Regno Unito   | 2                | 5               |
| 6               | Giappone      | 3                | 3               |
| 5               | Argentina     | 3                | 2               |
| 5               | Canada        | 3                | 2               |
| 3               | Australia     | 1                | 2               |
| 2               | Svezia        | 1                | 1               |
| 2               | Sri Lanka     | 1                | 1               |
| 2               | Colombia      | 1                | 1               |
| 1               | Nuova Zelanda | 1                |                 |
| 1               | Cile          | 1                |                 |
| 1               | Belgio        | 1                |                 |
| 1               | Spagna        |                  | 1               |
| 1               | Corea del Sud |                  | 1               |
| 1               | Slovacchia    |                  | 1               |
| 1               | Finlandia     |                  | 1               |